# Nobody's Wife (film 1918)
Nobody’s Wife è un film muto del 1918 diretto da Edward J. Le Saint e prodotto e interpretato dall'australiana Louise Carbasse, ribattezzata negli Stati Uniti Louise Lovely. Gli altri interpreti erano Jack Hoxie, Betty Schade, Alfred Allen.

## Trama
Sulle tracce di Alec Young, la cui ragazza, Dancing Pete, si esibisce nella sala da ballo Nugget, la giubba rossa Jack Darling incontra Hope Ross. I due si innamorano, ma la loro storia sembra non abbia un futuro perché lei lo crede un fuorilegge, lui che Hope sia una donna sposata, dato che si prende cura di un bambino che, in realtà, è il figlio di sua sorella. Quando visita la capanna di Dancing Pete, Jack trova una fotografia che dimostra che l'omicida Alec e lo sceriffo Carew di Nugget sono la stessa persona. Jack prende in trappola lo sceriffo convincendolo a partecipare a una rapina ma, mentre questi prende la sua parte di denaro, Jack lo denuncia ai cittadini. Carew cerca di scappare ma il poliziotto non se lo fa sfuggire. Chiarite le cose, Jack e Hope possono adesso cominciare la loro storia d’amore.

## Produzione
Il film fu prodotto dall'Universal Film Manufacturing Company.

## Distribuzione
Il copyright del film, richiesto dalla Universal Film Mfg. Co., Inc., fu registrato il 16 febbraio 1918 con il numero LP12082.

Distribuito dalla Universal Film Manufacturing Company, il film uscì nelle sale statunitensi il 4 marzo 1918. In Svezia, distribuito il 17 marzo 1919, prese il titolo Jack Darling vid ridande polisen. In Danimarca, quello di Jack Darling af det ridende Politi.

### Conservazione
Non si conoscono copie ancora esistenti della pellicola che viene considerata presumibilmente perduta.